# Університет Цуда
Університет Цуда (яп. 津田塾大学, つだじゅくだいがく, цуда дзюку дайґаку; англ. Tsuda College) — вищий навчальний заклад в Японії, приватний коледж. Знаходиться в місті Кодайра, Токіо. Заснований 1948 року на базі приватної жіночої школи Цуди Умеко, першої японки-стажистки в США. Нараховує один факультет вільних мистецтв, що складається з кафедр англійської мови та літератури, міжнародних відносин, математики та інформатики. Здійснює підготовку магістрів та аспірантів за спеціальностями: гуманітарні науки, міжнародні відносини і фізика. Особливостями коледжу є дотримання принципів, що були закладені Цудою Умеко: пошана до протестантського християнства, пропагування лібералізму, активна підтримка міжнародних контактів.